# Charles García
Charles García (Los Ángeles, California, 13 de octubre de 1988) es un jugador de baloncesto con doble nacionalidad beliceña y estadounidense. Mide 2.07 y juega de pívot. Actualmente es jugador de los Gladiadores de Anzoátegui en la Superliga Profesional de Baloncesto de Venezuela.

## Trayectoria
Comenzó su trayectoria baloncestística como adolescente en el Dorsey High School desde donde pasó al Riverside Junior College. Ya en la campaña 2009/2010 ingresó en el equipo de la Universidad de Seattle con el que rindió a un alto nivel: 18,7 puntos y 7,3 rebotes. 
En julio de 2010, participa en liga de verano de Las Vegas con los New York Knicks. 
Tras participar en la liga de verano el jugador jugaría en Turquía el mes de octubre de 2010, jugaría con Utah Flash hasta diciembre de 2010 y terminaría el año jugando en los Potros ITSON de Obregón hasta enero de 2011.
En 2011 disputó la Liga de Desarrollo de la NBA con dos equipos distintos, el Sioux Falls Skyforce y el Fort Wayne Mad Ants. En el cómputo global acabó el curso con unos promedios de 13,8 puntos y 6,7 rebotes. Disputa el All-Star Game de la NBA Development League.
En verano de 2012 García disputa la Liga de Verano de la NBA con los Phoenix Suns promediando 9 puntos y 3,4 rebotes en 22 minutos de juego. 
A finales de agosto de 2012 se dio a conocer su fichaje por el MadCroc Fuenlabrada de la liga Endesa, club con el que se comprometió hasta 2015. Fue cortado en su primera temporada.
El jugador posee experiencia en el baloncesto europeo, en donde jugó con el equipo de Fuenlabrada de la Liga ACB de España.  
En 2015 juega con el Seul Samsung Thunders de la KBL.
En 2015 firma como jugador comunitario de los  Vaqueros de Bayamón en el Baloncesto Superior  Nacional (BSN).
En 2023 se unió a los Gladiadores de Anzoátegui de la Superliga Profesional de Baloncesto de Venezuela. Tras consagrarse campeón del torneo, fue confirmado por el equipo para disputar la BCLA.
García jugó el inicio de la Belize Elite Basketball League con los Belize Hurricanes, pero en abril de 2024 regresó a Venezuela.

## Selección nacional
García es miembro de la selección de baloncesto de Belice.

## Palmarés
- 2011 Campeón de la NBA Development League con Iowa Energy.